# Booker T
Robert Booker Tio Huffman (* 1. März 1965 in Plain Dealing, Louisiana), bekannt unter dem Ringnamen Booker T, ist ein US-amerikanischer Wrestler. Von 1993 bis 2001 stand er bei World Championship Wrestling (WCW) unter Vertrag, wo er zu den erfolgreichsten Wrestlern zählte und vier Mal die WCW World Heavyweight Championship gewann, darunter den letzten Titelgewinn vor der Übernahme der WCW durch die WWE. Er bildete jahrelang mit seinem Bruder Lash Huffman (Stevie Ray) das Tag Team Harlem Heat, welches mit 10 Regentschaften den ewigen Rekord für den Erhalt der WCW World Tag Team Championship hält. Ab 2001 stand er bei WWE unter Vertrag, wo er World Heavyweight Champion wurde. Seit dem Ende seiner aktiven Karriere fungiert er als TV-Kommentator bei WWE.

## Wrestling-Karriere

### Anfänge
Huffman wurde in Plain Dealing, Louisiana geboren und wuchs dort als jüngstes Kind mit sieben Geschwistern auf. Sein Vater starb, als Huffman 10 Monate alt war, an einem Schlaganfall. Er zog im Anschluss mit seiner Mutter nach Houston, wo sie als Krankenschwester mehr schlecht als recht über die Runden kam. Als Huffmann 13 Jahre alt war, starb auch seine Mutter. Sie fiel von einer Leiter und war kurzzeitig gelähmt. Nach einer notwendigen Operation fiel sie ins Koma und verstarb kurze Zeit später. Zunächst kümmerten sich seine Geschwister um ihn, doch diese waren häufig in kriminelle Machenschaften verstrickt und zum Teil drogensüchtig.
Huffmann selbst schmiss die Schule und schlug sich als Gelegenheitsarbeiter, unter anderem bei Wendy’s durch. Mit 17 Jahren bekam er einen Sohn mit einer 15-Jährigen. Er versuchte seine Familie finanziell zu unterstützen und zog bei seinem älteren Bruder ein. Anschließend begann er mit Marihuana zu dealen. Irgendwann begann er mit Freunden eine Serie von Wendy#S Restaurants zu überfallen, wobei sie ihre alten Uniformen als Tarnung verwendeten. Er wurde verhaftet und erhielt fünf Jahre Haft für bewaffneten Überfall und Körperverletzung. Wegen guter Führung wurde er nach 19 Monaten aus der Haft entlassen. Nach seiner Entlassung trainierte er mit Lash Wrestling beim früheren WWF-Wrestler Ivan Putski. Das dafür notwendige Geld streckte ihm sein Chef bei einem Lager vor. Neben Putski kümmerte sich vor allem „Cowboy“ Scott Casey um sein Training.
1989 folgte dann sein Debüt in der Western Wrestling Alliance als G.I. Bro. Sein Bruder Lash wurde zu Stevie Ray, die beiden hatten häufig Tag-Team-Matches zusammen. Wenig später wechselten die beiden zur Global Wrestling Federation (GWF) und traten dort als Ebony Express auf, wo sie auch den dortigen Tag Team-Titel gewinnen durften. GWF-Champion Sid Vicious sorgte schließlich für den Kontakt zu World Championship Wrestling, welche das Team wenig später verpflichtete.

### World Championship Wrestling (1993–2001)
Bei World Championship Wrestling traten sie dann als Harlem Heat auf. Sie durften insgesamt zehn Mal den Tag Team-Titel gegen Teams wie die Nasty Boys, Sting und Lex Luger, die Steiner Brothers (Rick Steiner und Scott Steiner) sowie Billy Kidman und Konnan gewinnen.
Ende 1996 erlitt Stevie Ray eine Verletzung am Knöchel, die ihn mehrere Monate außer Gefecht setzte. 1997 wurde dann erstmals versucht Huffman als Einzelwrestler zu etablieren. Zunächst durfte er Disco Inferno besiegen und dessen World Television-Titel gewinnen. Anschließend verlor er gegen Rick Martel, gewann den Titel aber einige Tage später zurück. Spektakulär war eine Fehdenprogramm mit Chris Benoit. Nachdem er den Titel einige Monate halten durfte, verletzte er sich bei einem Match gegen Bret Hart am Knie und setzte einige Monate aus. Nach seiner Rückkehr fehdete er gegen seinen Bruder Stevie Ray. Im Frühjahr durfte Huffman 1999 Scott Steiner den Television-Titel abnehmen, musste diesen aber einige Wochen später an Rick Steiner abgeben.
Mitte des Jahres wurde Harlem Heat wiedervereinigt und sie durften noch einmal den Titel gewinnen. Das Team hielt aber nicht lange. Stevie Ray gründete mit Ahmed Johnson das kurzlebige Tag-Team Harlem Heat 2000. Huffman war kurzzeitig Teil von The New Blood, nahm dann aber sein altes G. I. Bro-Gimmick an und wurde Teil der Misfits in Action, einer auf der Punkband Misfits basierendes Stable, das jedoch ebenfalls nur kurzzeitig aktiv war. Anschließend wurde er wieder Booker T.
Beim Bash at the Beach 2000 durfte er den World Heavyweight-Titel von Jeff Jarrett gewinnen. Am gleichen Abend feuerte Vince Russo Hulk Hogan, in einer kontroversen Entscheidung live beim Event und setzte ein neues Match um den Championtitel an, das Booker T gewinnen durfte. Dabei handelte es sich um eine kurzfristig getroffene Entscheidung, die später zu einem Rechtsstreit zwischen Hogan und Russo führte. Im Anschluss setzte Russo ein Match zwischen Jarrett und Booker T an, das Booker T als Champion verließ. Diesen Titel durfte er bis Ende des Jahres halten, als er ihn an Scott Steiner verlieren musste.
Bevor die WCW 2001 von der WWE aufgekauft wurde, durfte Huffman Rick Steiner besiegen und wurde WCW United States Champion und bei der letzten Nitro – Ausgabe am 26. März durfte er Scott Steiner um den World-Heavyweight-Titel besiegen. Er verließ damit WCW als letzter World-Champion.
Insgesamt gewann er bei WCW 21 Titel, womit er als höchst dekorierter Wrestler (noch vor Ric Flair) der Promotion gilt. Er war mit seinem Bruder Stevie Ray 10-mal Tag-Team-Champions, hielt die WCW World Heavyweith Championship viermal, sechs Mal den Television Titel und einmal den United-States-Titel. Er war außerdem der erste afroamerikanische WCW World Television Champion Harlem Heat gilt zusammen mit den Steiner Brothers als die beiden besten Tag Teams der WCW-Geschichte.

### World Wrestling Federation/Entertainment (2001–2007)

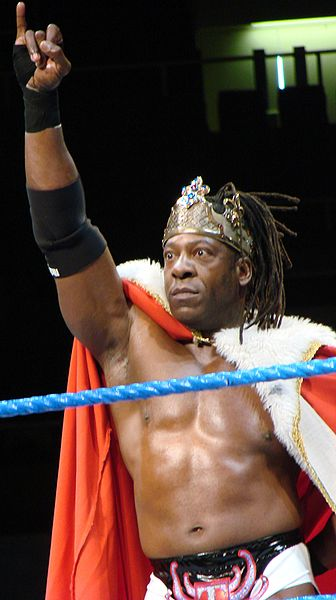
King Booker bei einer SmackDown-Ausgabe im Jahr 2006

Beim Summerslam musste Huffman den WCW-Titel gegen The Rock verlieren. Es folgten kurze Fehden gegen Undertaker und Steve Austin. Zu Beginn des Jahres 2002 führte er einige Fehden und er war kurzzeitig Mitglied in der New World Order. In der zweiten Jahreshälfte durfte er mit Partner Goldust die World Tag Team Championship gewinnen. Nachdem er diesen Titel wieder verlieren musste, durfte er ihn 2004 zusammen mit Rob van Dam nochmals gewinnen. Zwischenzeitlich fehdete er mit Triple H und Christian.
Im darauf folgenden Jahr wurde Huffman im Frühling zu SmackDown! gewechselt. Nach kurzer Fehde gegen den Undertaker durfte er die WWE United States Championship von John Cena gewinnen. Am 3. Oktober 2004 bei No Mercy verlor er den Titel wieder an Cena. Es folgte eine Fehde gegen JBL um dessen WWE Championship. 2005 kam es zu einem kontroversen Segment, bei dem WWE-Vorsitzender Vince McMahon in einer Comedy-Szene John Cena mit dem N-Wort belegte und im Anschluss das entsetzte Gesicht von Booker T gezeigt wurde. Das Segment wurde nach späteren Protesten und in Bezug auf Hogans Verwendung des N-Worts aus dem WWE Network entfernt.
Am 18. Oktober 2005 durfte sich Huffman erneut den US-Titel sichern – diesmal von Chris Benoit. An jenen musste er den Titel am 19. Februar 2006 auch wieder abgeben. Zwischenzeitlich gewann er am 10. Januar 2006 nach einer Best-of-Seven Serie den Titel erneut, da es am 22. November 2005 in SmackDown zu einem Double-Pinfall in einem Match gegen Benoit kam und der Titel für vakant erklärt wurde.
Kurz darauf durfte er das wieder eingeführten King-of-the-Ring-Turnier gewinnen. Ab da nannte er sich King Booker. Beim Great American Bash am 23. Juli 2006 durfte er Rey Mysterio besiegen und wurde neuer World Heavyweight Champion. Bei der Survivor Series am 26. November 2006 verlor er die WHC an Batista.
Am 11. Juni 2007 wurde Huffman von SmackDown! zu RAW gedraftet. Dort fehdete er zunächst gegen Jerry Lawler. Es folgte beim SummerSlam ein Match gegen den zurückgekehrten Triple H. Bei RAW am 27. August bestritt er gegen John Cena sein letztes Match. Am 9. September 2007 wurde Huffman im Zuge der Wellness Politik der WWE, wegen wiederholter Einnahme diverser Medikamente für 60 Tage suspendiert. Er selbst dementierte die Einnahme nicht verschriebener sowie unzulässiger Substanzen und bat um seine Entlassung. Am 16. Oktober 2007 gab die WWE die offizielle Entlassung Huffmans, sowie seiner Ehefrau Sharmell, zum 27. Oktober desselben Jahres bekannt.

### Total Nonstop Action Wrestling (2007–2010)

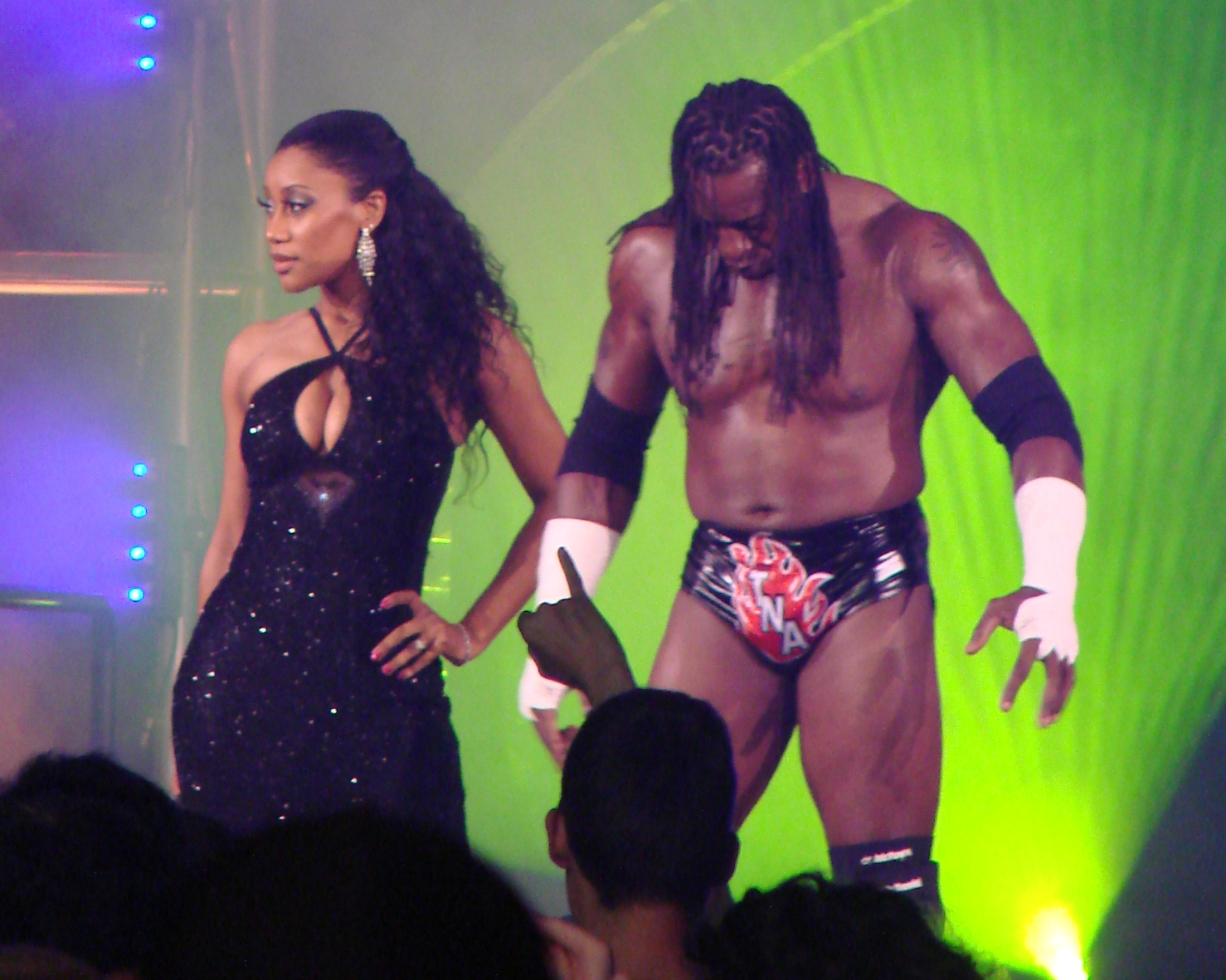
Booker T und Sharmell beim Bound for Glory Event im Jahr 2008

Am 11. November 2007 debütierte Huffman als Booker T bei der TNA-Großveranstaltung „Genesis“ als Überraschungspartner von Sting.
Am 23. Oktober 2008 durfte er den TNA Legends Championship einführen und erklärte sich selbst zum ersten Titelträger. Den Titel musste er am 15. März 2009 an AJ Styles verlieren. Bei Victory Road am 19. Juli 2009 durfte er mit Scott Steiner die TNA World Tag Team Championship von Beer Money Inc. gewinnen. Den Titel verloren sie bei Bound for Glory am 18. Oktober 2009 an Brutus Magnus und Doug Williams. Er wurde anschließend aus seinem Vertrag entlassen.
2010 kehrte er für einen Main Event einer Houseshow gegen Rob Van Dam zurück, da AJ Styles auf Grund von Reiseproblemen nicht antreten konnte.

### Rückkehr zur WWE (seit 2011)
Am 30. Januar 2011 kehrte Huffman nach über drei Jahren zu World Wrestling Entertainment zurück. Dort nahm er bei der Großveranstaltung Royal Rumble am Royal Rumble-Match teil. Im Anschluss daran wurde er Teil des Kommentatorenteams von SmackDown. Ebenfalls wurde seine Teilnahme als Trainer für die 4. Staffel von WWE Tough Enough bekannt.
Bis November 2011 war er, bis auf ein Match im Juni, ausschließlich als Kommentator tätig. Von Ende November 2011 bis Anfang Januar 2012 befand sich Huffman in einer Fehde mit Cody Rhodes. Sein offizielles letztes Match war ein 12-Man-Tag-Team-Match bei Wrestlemania XXVIII als Teil des Teams Teddy gegen Team Johnny.
In der SmackDown-Ausgabe vom 31. Juli 2012 wurde er von Mr. McMahon zum neuen General Manager von SmackDown ernannt. Am 6. April 2013 wurde Booker T als Einzelwrestler in die WWE Hall of Fame aufgenommen. Anschließend nahm Booker T ein paar Monate frei, um sich wegen einer Verletzung operieren zu lassen. Dies wurde in eine Storyline um die General-Manager-Position mit ih und Teddy Long eingebaut. Anschließend arbeiteten die beiden wieder zusammen, bis Booker T von Vince McMahon gefeuert und durch Vickie Guerrero ersetzt wurde.
Ab 2014 wurde Booker T als Moderator eingesetzt, vor allem im WWE Network für die Raw-Preshow und diverse PPV-Kickoff-Shows. 2015 kehrte er als Moderator zu Raw zurück und ersetzte dort Jerry Lawler, der zu Smackdown wechselte. Damit gehörte er zu einem Moderatorenteam bestehend aus ihm, Michael Cole und John Layfield. Ende des Jahres wurde er aus der Show geschrieben, um als Coach bei der sechsten Staffel von WWE Tough Enough agieren zu können. Er wurde durch Byron Saxton ersetzt. Von 2017 bis 2018 moderierte er erneut Raw. Ansonsten war er weiter in den Kickoff-Shows zu sehen. 2019 wurde er zusammen mit Stevie Ray als Harlem Heat zum zweiten Mal in die WWE Hall of Fame aufgenommen.
Seit 2022 moderiert er WWE NXT 2.0. 2023 nahm er als Stargast beim WWE Royal Rumble teil, wurde aber innerhalb von 42 Sekunden von Gunther eliminiert. Dies war gleichzeitig die Beendigung seiner In-Ring-Karriere.

## Privatleben
Huffman hat aus einer früheren und lange zurückliegenden Beziehung einen Sohn. Seit 2002 ist er mit Sharmell Sullivan-Huffman verheiratet. Diese war ehemalige „Miss Black America“ und früher als Paisley ein Mitglied der WCW – Tanztruppe Nitro Girls. Seit Huffmans Wechsel zur WWE trat sie immer mehr in den Vordergrund und agierte auch als seine Managerin.
2016 gab Booker T bekannt 2019 als Bürgermeister von Houston kandidieren zu wollen. Letztlich trat er aber nicht an.
Er hat sich neben dem Wrestling ein zweites Standbein geschaffen. In seiner Heimatstadt Houston betrieb er das Geschäft JamZone, einen Laden für Videospiele, Musik-CDs und Bekleidung. Zudem leitet er mit seinem Bruder Lane eine eigene Wrestling-Promotion, die er 2005 als Pro-Wrestling Alliance gründete. Sie wurde später in Reality of Wrestling umbenannt. Er engagiert sich dort als Trainer und trat auch als Wrestler auf. Unter anderem gewann er mit den wiedervereinigten Harlem Heat die Tag-Team-Titel.

## Weitere Medien
Huffman hatte in einer Folge von Charmed – Zauberhafte Hexen einen Gastauftritt und spielte einen dämonischen Wrestler. Des Weiteren spielte er in Ready to Rumble mit.
Huffmans Charakter Booker T beziehungsweise King Booker ist in zahlreichen Wrestlingspielen von WWE, WCW und TNA als spielbarer Charakter enthalten.
Zusammen mit Andrew William Wright veröffentlichte er die beiden Biografien From Prison to Promise: Life Before the Squared Circle, das von seinem bewegten Leben vor seiner Wrestlingkarriere handelt, und My Rise to Wrestling Royalty, das sich auf seine Wrestlingkarriere bezieht.
Der puerto-ricanische Sänger und Rapper Bad Bunny, der gelegentlich selbst als Wrestler auftritt, veröffentlichte am 2. Januar 2021 den Song Booker T. Booker T ist dabei der Aufhänger, mit dem sich Bad Bunny vergleicht. Booker T ist auf dem Singlecover und im Musikvideo zu sehen. Zudem trat Bad Bunny mit Booker T beim WWE Royal Rumble 2021 auf.

## Bibliografie
- Booker T: From Prison to Promise: Life Before the Squared Circle (mit Andrew William Wright). Medallion 2012, ISBN 978-1-60542-468-2
- Booker T: My Rise to Wrestling Royalty. (mit Andrew William Wright). Medallion 2012, ISBN 978-1-60542-704-1

## Filmografie
- 2000: Ready to Rumble
- 2001: Charmed: Zauberhafte Hexen (Charmed) (1 Folge)
- 2020: Penance Lane – Haus der Qualen (Penance Lane)

## Videospielauftritte
- 1998: WCW Nitro (PlayStation, PC, Nintendo 64)
- 1998: WCW/NWO Revenge (Nintendo 64)
- 1999: WCW/nWo Thunder (PlayStation)
- 1999: WCW Mayhem (Nintendo 64, PlayStation, Gameboy Color)
- 2000: WCW Backstage Assault (PlayStation/Nintendo 64)
- 2002: WWF WrestleMania X8 (GameCube)
- 2002: WWE Road to WrestleMania X8 (Game Boy Advance)
- 2002: WWE SmackDown! Shut Your Mouth (PlayStation 2)
- 2003: WWE Crush Hour (PlayStation 2, GameCube)
- 2003: WWE WrestleMania XIX (GameCube)
- 2003: WWE Raw 2 (Xbox)
- 2003: WWE SmackDown! Here Comes the Pain (PlayStation 2)
- 2004: WWE Day of Reckoning (GameCube)
- 2004: WWE Survivor Series (Game Boy Advance)
- 2004: WWE SmackDown! vs. Raw (PlayStation 2)
- 2005: WWE WrestleMania 21 (Xbox)
- 2005: WWE Aftershock (N-Gage)
- 2005: WWE Day of Reckoning 2 (GameCube)
- 2005: WWE SmackDown! vs. Raw 2006 (PlayStation 2, PlayStation Portable)
- 2006: WWE SmackDown vs. Raw 2007 (PlayStation 2, PlayStation Portable, Xbox 360)
- 2007: WWE SmackDown vs. Raw 2008 (PlayStation 2, 3, PlayStation Portable, Xbox 360, Wii, Nintendo DS)
- 2008: TNA Impact! (PlayStation 2, PlayStation 3, Xbox 360)
- 2008: TNA Wrestling (iOS, Verizon Wireless)
- 2011: WWE '12 (PlayStation 3, Wii, Xbox 360)
- 2012: WWE ’13 (PlayStation 3, Wii, Xbox 360)
- 2014: WWE SuperCard (iOS, Android)
- 2014: WWE 2K15 (PlayStation 3, PlayStation 4, Xbox 360, Xbox One, Windows, Android, iOS)
- 2015: WWE 2K (Android, iOS)
- 2015: WWE 2K16 (PlayStation 3, PlayStation 4, Xbox 360, Xbox One, Windows)
- 2015: WWE Immortals (Android, iOS)
- 2016: 2WWE 2K17 (PlayStation 3, PlayStation 4, Xbox 360, Xbox One, Windows)
- 2017: WWE 2K18 (PlayStation 4, Xbox One, Windows, Nintendo Switch)
- 2018: WWE 2K19 (PlayStation 4, Xbox One, Windows)
- 2019: WWE 2K20 (PlayStation 4, Xbox One, Windows)
- 2020: WWE 2K Battlegrounds (Nintendo Switch, Xbox One, PlayStation 4, Google Stadia, Windows)
- 2022: WWE 2K22 (PlayStation 4, PlayStation 5, Xbox One, Xbox Series, Windows)

## Titel und Auszeichnungen

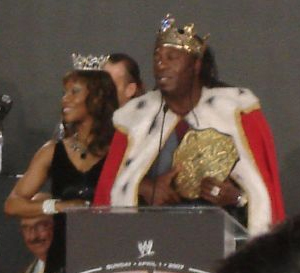
Booker T hielt einmal die World Heavyweight Championship und insgesamt sechsmal den Big Gold Belt was ihn zum sechsfachen World Champion macht

### Titel
- Global Wrestling Federation
  - 3× GWF Tag Team Champion mit Stevie Ray

- Las Vegas Pro Wrestling
  - 1× LVPW UWF Heavyweight Champion

- Prairie Wrestling Alliance
  - 1× PWA Heavyweight Champion

- Reality of Wrestling
  - 1× ROW Tag Team Champion mit Stevie Ray

- Southern Championship Wrestling Florida
  - 1× SCW Florida Southern Heavyweight Champion

- Texas All-Pro Wrestling
  - 1× TAP Heavyweight Champion

- Total Nonstop Action Wrestling
  - 1× TNA Legends Champion (erster Titelträger)
  - 1× TNA World Tag Team Champion mit Scott Steiner

- World Championship Wrestling
  - 4× WCW World Heavyweight Champion
  - 1× WCW United States Heavyweight Champion
  - 6× WCW World Television Champion
  - 10× WCW World Tag Team Champion mit Stevie Ray

- World Wrestling Entertainment
  - 1× World Heavyweight Champion
  - 1× WCW Champion
  - 1× WWE Intercontinental Champion
  - 3× WWE United States Champion
  - 3× World Tag Team Champion jeweils 1× mit Test, Goldust und Rob Van Dam
  - 1× WCW Tag Team Champion mit Test
  - 2× WWF Hardcore Champion

### Auszeichnungen
- World Championship Wrestling
  - 2001: Neunter und letzter Triple Crown Champion

- World Wrestling Entertainment
  - 2006: Achter Grand Slam Champion[32]
  - 2006: King of the Ring
  - 2006: Sechszehnter Triple Crown Champion
  - 2013: Aufnahme in die Hall of Fame
  - 2019: Aufnahme in die Hall of Fame als Mitglied von Harlem Heat